# Toyota Alphard
Toyota Alphard (яп. トヨタ・アルファード) — пятидверный минивэн, выпускаемый компанией Toyota Motor Corporation с мая 2002 года. Назван в честь яркой звезды Альфард в созвездии Гидры.
Производителем позиционируется как минивэн высшего класса. Комплектуется автоматической коробкой передач либо вариатором и двигателями объёмом 2,4 и 3 литра. В Россию начал поставляться в конце 2011 года в единственной комплектации с двигателем 3,5 литра.

## Первое поколение
Автомобиль Toyota Alphard появился в 2002 году на японском рынке. Автомобиль оснащался 4-цилиндровым мотором объёмом 2,4 литра (160 л. с.) или двигателем V6 объёмом 3,0 литра (220 л. с.), в 2003 году у него появилась гибридная версия. Все машины комплектовались автоматическими коробками передач, привод мог быть полным или передним. Двери автомобиля были сдвижными или распашными в зависимости от модификации.
В 2005 году был проведён рестайлинг: спереди модель получила новую радиаторную решётку и передний бампер, а также модифицированную оптику фар. Сзади изменилась комбинация фонарей и декоративная накладка на двери багажника. В таком виде минивэн выпускался до мая 2008 года.

## Второе поколение
Второе поколение Toyota Alphard дебютировало в 2008 году. Автомобиль получил более современный дизайн, модернизированную конструкцию, а также отдельную спортивную версию — Toyota Vellfire. В России продажи Toyota Alphard второго поколения стартовали в октябре 2011 года.
Базовая модель оснащалась 4-цилиндровым мотором объёмом 2,4 литра (170 л. с.) в паре с вариатором, а также двигателем V6 объёмом 3,5 литра (280 л. с.). и комплектовалась 6-ступенчатой автоматической коробкой передач.

В 2011 году был проведён рестайлинг автомобиля: модельный ряд пополнился гибридной версией минивэна, у которого 2,4-литровая бензиновая «четвёрка» дополнена электромотором. Производство автомобилей второго поколения завершилось в декабре 2014 года. 

## Третье поколение
Alphard третьего поколения был представлен 26 января 2015 года с обновленным внешним видом и новыми 2,5-литровым и 3,5-литровым бензиновыми моторами. Автомобили третьего поколения доступны в Японии и некоторых Азиатских странах, в частности, Индонезии, Таиланде, Филиппинах и Китае и кроме того на европейском рынке новый Alphard представлен только в России. На японском рынке есть также версии с двигателем 2.4 и гибридной силовой установкой, аналогом модели является Toyota Vellfire.
Новое поколение имеет массивную решётку радиатора, подобную решётке на Toyota Crown. По сравнению с предыдущим поколением, длина кузова увеличилась на 60 мм, ширина на 20 мм, а колесная база стала больше на 50 мм, но высота уменьшилась на 10 мм. Конкурентами Alphard считаются такие как  Nissan Elgrand в третьем и Honda Odyssey в пятом поколениях.